# پگاسوس (جاسوس‌افزار)
پگاسوس (ابهام زدایی) یک بدافزار ساخت شرکت اسرائیلی ان‌اس‌او است. از این بدافزار برای جاسوسی به نهادهای امنیتی، پلیس و ارتش حکومتهای دیکتاتور فروخته شده‌است.

## سوءپیشینه
گروه ان‌اس‌او از سال ۲۰۱۶ بارها متهم شده که نرم‌افزار پگاسوس را برای جاسوسی از کنشگران مدنی، سیاسی، و روزنامه‌نگاران بکار برده‌است.
در سال ۲۰۱۹ پیام‌رسانی فوری واتس‌اپ از شرکت گروه ان‌اس‌او به دلیل جاسوسی از ۱۴۰۰ شکایت  این شرکت را از استفاده از واتس‌اپ منع کرد.

## افشاگری
در ژوئیه ۲۰۲۱ واشینگتن پست، گاردین، لو موند، و چهارده رسانه دیگر در گزارشی آشکار کردند که پگاسوس با آلوده‌سازی تلفن‌های اندروید و آیفون شماره تلفن ۵۰ هزار نفر را رهگیری می‌کرده‌است. بیش از ۶۰۰ سیاستمدار (سه رئیس‌جمهور، ده نخست‌وزیر، و پادشاه مراکش)، ۱۸۹ روزنامه‌نگار، ۶۴ مدیر شرکت، ۸۵ فعال حقوق بشر، و اعضای خانواده کشورهای عربی از اهداف پگاسوس بوده‌اند. روزنامه‌نگارانی که هدف این بدافزار بودند در خبرگزاری فرانسه، سی‌ان‌ان، نیویورک تایمز، و الجزیره کار می‌کردند.
هند، مکزیک، امارات متحده عربی، و عربستان سعودی از جمله کشورهایی هستند که از پگاسوس استفاده می‌کنند. دستکم ۱۵ هزار شماره تلفن افشا شده مربوط به مکزیک است که نام دست کم ۲۵ روزنامه‌نگار مکزیکی در آن دیده می‌شود.
در ژانویه ۲۰۲۲ دولت لهستان اعلام کرد که نرم‌افزار جاسوسی پگاسوس را خریداری کرده‌است. با اینکه دولت لهستان اعلام کرده که از آن تنها برای مبارزه با جرم و جنایت استفاده خواهد کرد اما اخبار و شایعات منتشر شده زیادی مبنی بر استفاده از این نرم‌افزار جاسوسی علیه مخالفان سیاسی حزب حاکم در این کشور منتشر شده‌است.
در ژانویه ۲۰۲۲ پس از گرازش‌هایی در روزنامه کالکالیست مبنی بر استفاده از جاسوس‌افزار پگاسوس برای رهگیری فعالان سیاسی و برخی سیاستمداران اسرائیل، وزیر دادگستری اسرائیل تحقیقات کاملی صورت خواهد گرفت. بر پایه گزارش روزنامه هاآرتس پلیس اسرائیل در سال ۲۰۱۳ نزدیک به ۹۰۰ هزار دلار برای خرید نسخه اصلی این برنامه به شرکت ان‌اس‌او پرداخت کرده‌است. همچنین از پگاسوس برای جاسوسی از افرادی که تظاهرات علیه بنیامین نتانیاهو را رهبری می‌کردند استفاده می‌شده‌است.

## افراد سرشناس
افراد سرشناسی چون امانوئل مکرون، لطیفه بنت محمد بن راشد آل مکتوم، خانواده جمال خاشقچی، عمران خان، سیریل رامافوسا، و برهم صالح و بسیاری از سیاستمداران، مشاوران و پسر بنیامین نتانیاهو، نخست‌وزیر پیشین و مقام‌های دیگر اسرائیل از اهداف جاسوسی با این نرم‌افزار بوده‌اند. به دنبال انتشار خبر جاسوسی از پسر نتانیاهو نفتالی بنت، نخست‌وزیر اسرائیل در فوریه ۲۰۲۲ گفت این گزارش‌ها در صورت صحت، بسیار جدی هستند. او اعلام کرد معاون دادستان کل اسرائیل در حال بررسی فوری این گزارش‌ها است. همچنین وزیر امنیت عمومی اسرائیل از تشکیل کمیته‌ بررسی به ریاست یک قاضی بازنشسته خبر داد که می‌تواند هر کس در هر مقامی را احضار و از او پرس‌وجو کند.

## پیامدها
گروه ان‌اس‌او این اتهامات را رد کرده‌است. این شرکت می‌گوید که هدف از تهیه این بدافزار مبارزه با مجرمان و تبهکاران است و تنها به کشورهایی فروخته می‌شود که پیشینه خوبی در رعایت حقوق بشر دارند.
چند نفر از قربانیان فرانسوی این بدافزار اعلام کردند که به دادگاه شکایت خواهند کرد. در نوامبر ۲۰۲۱ وزارت بازرگانی آمریکا شرکت تولیدکننده پگاسوس را در لیست سیاه قرار داد. این وزارت‌خانه گفت فعالیت‌های شرکت اِن‌اِس‌اُ برخلاف امنیت ملی و منافع خارجی آمریکا است.

## هزینهٔ استفاده
در سال ۲۰۱۶ نیویورک تایمز به مجموعه‌ای از ایمیل‌های شرکت ان‌اس‌او دست پیدا کرد که حاوی قراردادها و پیشنهادهای فروش پگاسوس بود. بر اساس این مدارک، هزینهٔ نصب این بدافزار به‌تنهایی ۵۰۰ هزار دلار است و هزینه‌های بعدی بر اساس تعداد طعمه‌هایی که قرار است رصد شوند محاسبه می‌شود. به نوشتهٔ نیویورک تایمز، ان‌اس‌او برای رصد ۱۰ کاربر آی‌اواس یا اندروید مبلغ ۶۵۰ هزار دلار دریافت می‌کند، حال‌آنکه مبلغ دریافتی برای رصد پنج کاربر بلک‌بری ۵۰۰ هزار دلار و برای همین تعداد کاربر سیمبین ۳۰۰ هزار دلار خواهد بود که با افزایش تعداد طعمه‌ها این مبلغ‌ها هم اضافه می‌شوند. افزون بر این مبالغ، ان‌اس‌او به‌صورت سالانه کارمزدی معادل ۱۷ درصد مبلغ کل قرارداد تحت عنوان ارائهٔ خدمات پشتیبانی از مشتری دریافت می‌کند.